# فهرست حاکمان صفوی کرمان

## حاکمان صفوی کرمان (۱۵۰۲-۱۷۳۶)
| تاریخ       | حاکم                            |
| ----------- | ------------------------------- |
| ۱۵۰۲-۱۵۱۴   | محمد خان اوستاجلو               |
| ۱۵۱۴-???    | احمد سلطان صوفی اوغلان اوستاجلو |
| ۱۵۲۶/۳۶-??? | شاه قلی سلطان                   |
| ۱۵۶۹-۱۵۷۶   | یعقوب بیگ افشار                 |
| ۱۵۷۶-۱۵۷۸/۹ | محمود سلطان افشار               |
| ۱۵۷۸/۹-۱۵۸۹ | ولی خان افشار                   |
| ۱۵۸۹        | بیکتاش خان افشار                |
| ۱۵۸۹-۱۵۹۶   | ولی خان افشار و اسماعیل خان     |
| ۱۵۹۶-۱۶۲۴/۵ | گنج‌علی خان                      |
| ۱۶۲۴/۵-۱۶۲۶ | طهماسب قلی خان                  |
| ۱۶۲۶-۱۶۲۹   | امیر خان ذوالقدر                |
| ۱۶۳۷-۱۶۴۵   | جانی بیگ خان بیگدلی شاملو       |
| ۱۶۴۵-۱۶۵۳   | مرتضی قلی خان بیگدلی شاملو      |
| ۱۶۵۳-۱۶۵۹   | عباس قلی خان قجر                |
| ۱۶۵۹-۱۶۶۹   | مسعود صفی قلی بیگ               |
| ۱۶۶۹-۱۶۷۵   | شیخعلی‌خان زنگنه                 |
| ۱۶۷۵-۱۶۷۶   | خان احمد بیگ                    |
| ۱۶۷۶-?      | منصور بیگ                       |
| ۱۶۹۳ – ۱۶۹۹ | شاهوردی خان                     |
| ۱۶۹۹        | گرگین‌خان گرجی                   |
| ۱۷۰۹-۱۷۱۱   | جسی کارتلی                      |
| ۱۷۱۶        | مرتضی قلی خان افشار             |
| ۱۷۱۶-۱۷۱۷   | ابراهیم خان                     |
| ۱۷۱۷        | رستم خان                        |